# Ідеальний трикутник

Три ідеальних трикутники в моделі Пуанкаре в крузі

Два ідеальних трикутники в моделі Пуанкаре у верхній півплощині

Ідеальний трикутник — трикутник у гіперболічній геометрії, всі три вершини якого є ідеальними або нескінченно віддаленими точками. Ідеальні трикутники іноді називають тричі асимптотичними трикутниками, а Їхні вершини — ідеальними вершинами.
Всі ідеальні трикутники рівні.

## Властивості
Ідеальні трикутники мають такі властивості:
- Всі ідеальні трикутники рівні між собою.
- Всі внутрішні кути ідеального трикутника дорівнюють нулю.
- Ідеальний трикутник має нескінченний периметр.
- Ідеальний трикутник є найбільшим можливим трикутником у гіперболічній геометрії.

У стандартній гіперболічній площині (поверхні, де кривина Гауса стала і дорівнює {\displaystyle -1}) ідеальний трикутник також має такі властивості:
- Площа такого трикутника дорівнює π[1].

Розміри, пов'язані з ідеальним трикутником і вписаним у нього колом, зображені на моделі Бельтрамі — Кляйна (ліворуч) і моделі Пуанкаре в крузі (праворуч)

- Радіус вписаного кола рівний {\displaystyle r=\ln {\sqrt {3}}={\frac {1}{2}}\ln 3\approx 0.549}.[2]

Відстань від будь-якої точки трикутника до його найближчої сторони менша або дорівнює зазначеному вище радіусу, причому точно ця рівність виконується тільки в центрі вписаного кола.
- Вписане коло дотикається до трикутника в трьох точках, утворюючи рівносторонній трикутник зі стороною {\displaystyle d=\ln \left({\frac {{\sqrt {5}}+1}{{\sqrt {5}}-1}}\right)=2\ln \varphi \approx 0.962}[2], де {\displaystyle \varphi ={\frac {1+{\sqrt {5}}}{2}}} — золотий перетин.

Коло з радіусом d навколо точки всередині трикутника доткнеться принаймні з двома сторонами трикутника або перетне їх.
- Відстань від будь-якої точки сторони такого трикутника до іншої сторони менша або дорівнює {\displaystyle a=\ln \left(1+{\sqrt {2}}\right)\approx 0.881}, причому точно рівність виконується тільки для згаданих вище точок дотику.

a також є висотою трикутника Швейкарта.
Якщо кривина простору дорівнює {\displaystyle -K}, відмінному від -1, площі вище слід помножити на {\displaystyle 1/K}, а довжини і відстані — на {\displaystyle 1/{\sqrt {K}}}.

Положення δ-тонкого трикутника на δ-гіперболічному просторі

Оскільки ідеальний трикутник є найбільшим можливим у гіперболічній геометрії, зазначені вище значення є найбільшими можливими для трикутників у гіперболічній геометрії. Цей факт є важливим для вивчення гіперболічного простору.

## Моделі
У моделі Пуанкаре в крузі гіперболічної площини, ідеальний трикутник утворений трьома колами, що перетинають граничне коло під прямим кутом.
У моделі Пуанкаре в півплощині ідеальний трикутник має вигляд арбелоса — фігури між трьома дотичними півколами.
У проєктивній моделі ідеальний трикутник — Евклідів трикутник, вписаний у граничне коло. При цьому на проєктивній моделі кути при вершинах ідеального трикутника не дорівнюють нулю, оскільки ця модель, на відміну від моделей Пуанкаре, не зберігає кутів.

## Дійсна група ідеального трикутника
| Ідеальна (∞ ∞ ∞) група трикутника | Інше ідеальне замощення |

Дійсна група ідеального трикутника — група перетворень, породжена відображеннями гіперболічної площини відносно сторін ідеального трикутника. Як абстрактна група вона ізоморфна вільному добутку трьох груп із двох елементів. Результатом відображень є замощення гіперболічної площини ідеальними трикутниками.